# Opel Grandland
Opel Grandland este un SUV crossover compact care este comercializat de producătorul german Opel și de marca sa geamănă britanică Vauxhall. A fost cunoscut inițial ca Opel Grandland X când a fost introdus în 2017.